# CA do Porto
CA do Porto is een Braziliaanse voetbalclub uit Caruaru in de staat Pernambuco. 

## Geschiedenis
De club werd opgericht in 1983. In 1994 speelde de club voor het eerst in de hoogste klasse van het staatskampioenschap. Rivaal van de club is stadsgenoot Central. Na een degradatie in 2002 keerde de club onmiddellijk terug en speelde daarna tot 2016 in de hoogste klasse.